# 알비스가 말하기를

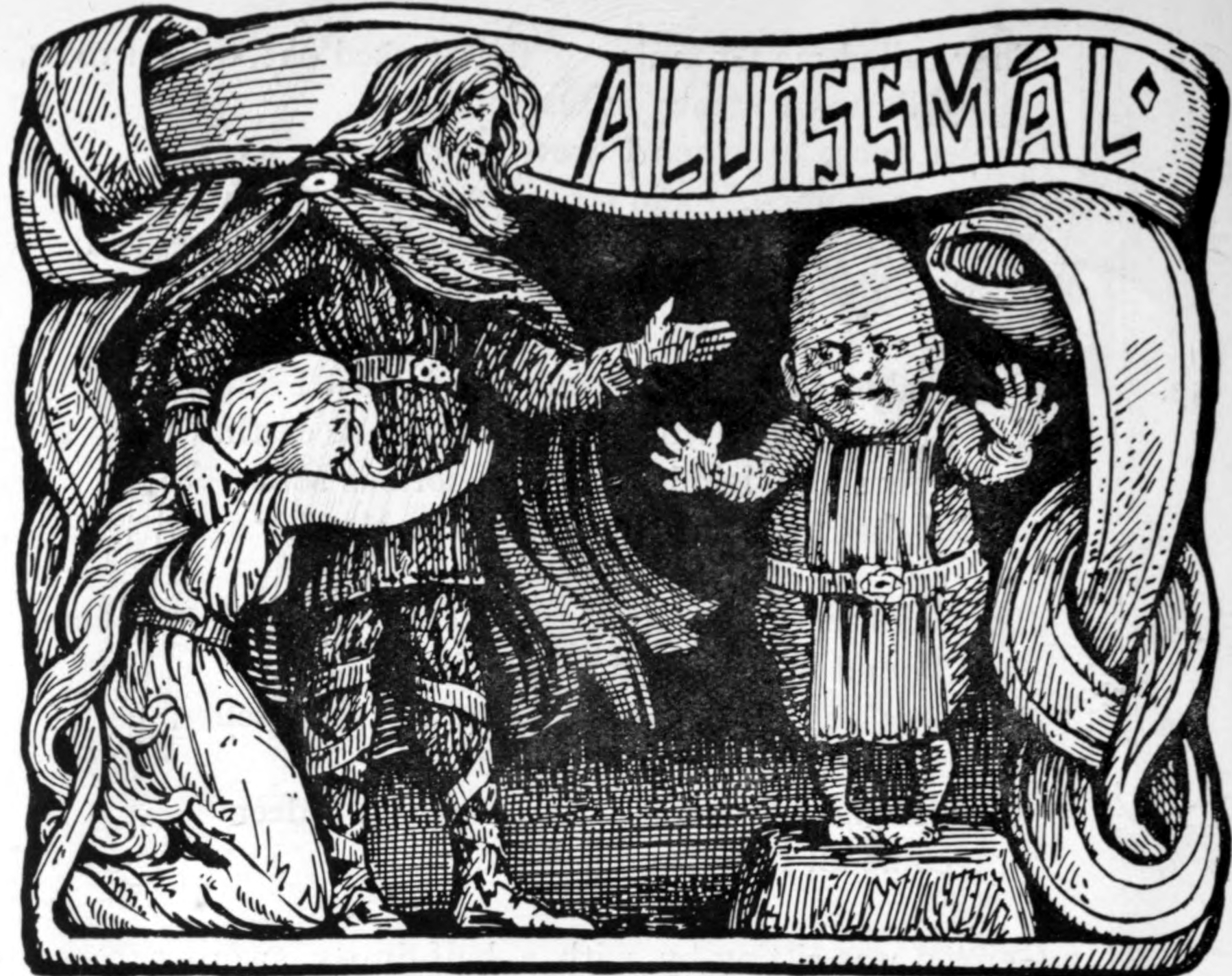
토르와 알비스.

〈알비스가 말하기를〉(고대 노르드어: Alvíssmál 알비스말)은 《고 에다》 중 하나인 시가로, 12세기경에 쓰여진 것으로 추측된다. 뇌신 토르와 지혜로운 드베르그 알비스 사이의 대화를 다루고 있다.

## 서사시 줄거리

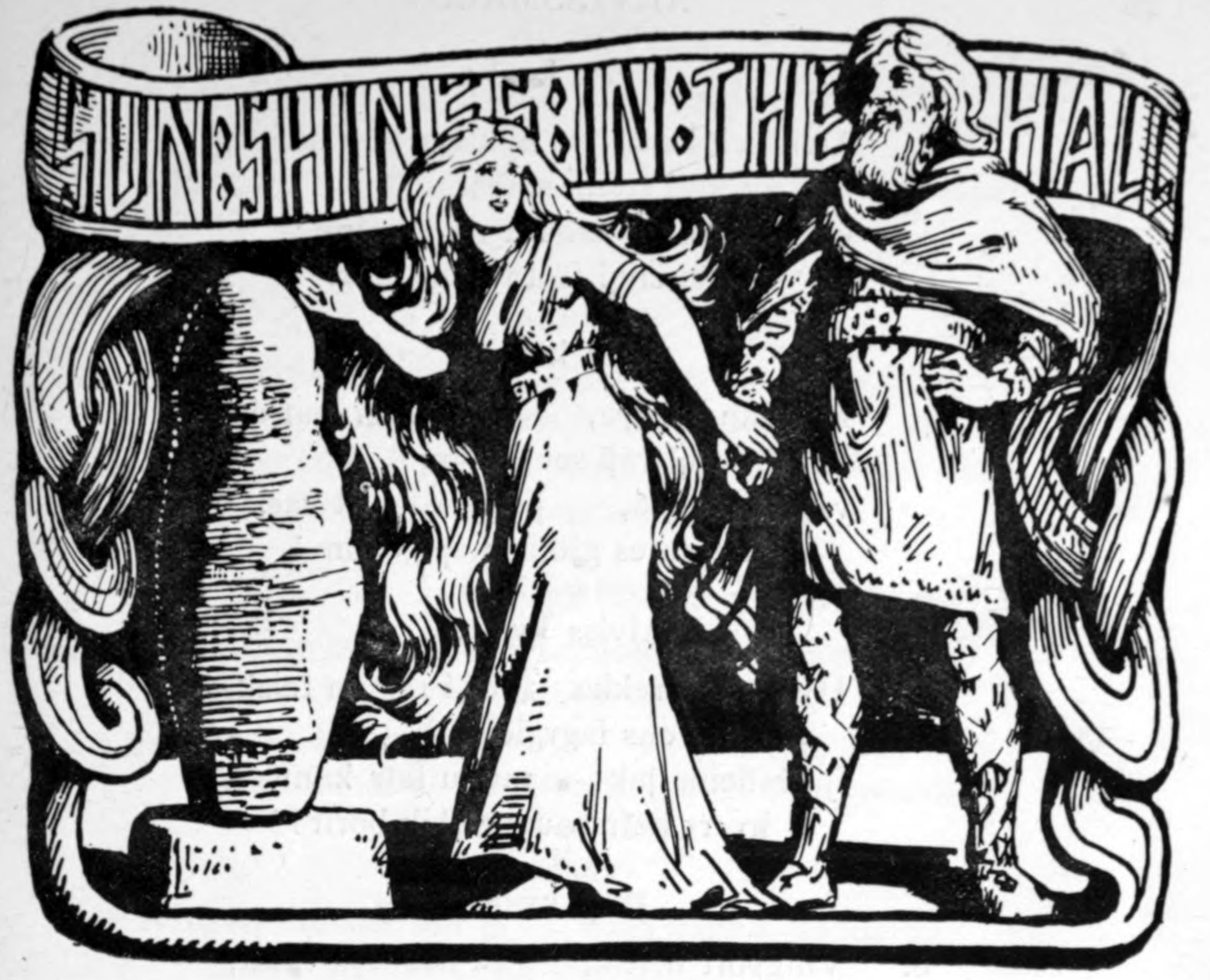
돌이 된 알비스.

알비스가 토르에게 찾아와, 토르의 딸이 예전에 자기하고 약속한 바가 있다면서 그녀를 자기 신부로 달라고 주장한다. 토르는 자기가 그때 집에 없었기에 안 된다면서 거절한다. 그리고 토르는 알비스에게 자신의 질문에 모두 맞게 대답하면 딸을 데려가도 좋다고 말한다. 알비스는 인간, 에시르, 바니르, 요투나르, 드베르그, 엘프 등 신화의 모든 지적 존재들의 말로 대답한다. 예컨대 알비스에 따르면 하늘은 다음과 같은 이름들이 있다.
| Himinn heitir með mönnum, en hlýrnir með goðum, kalla vindófni vanir, uppheim jötnar, alfar fagraræfr, dvergar drjúpansal. —Guðni Jónsson's normalized text | 'Heaven' men call it, 'The Height' the gods, The Wanes 'The Weaver of Winds'; Giants 'The Up-World', Elves 'The Fair-Roof', The dwarfs 'The Dripping Hall'. —Henry Adam Bellows' translation | 인간들은 "하늘"이라 부르고, 에시르는 "저 높은 곳"이라 하고, 바니르는 "바람을 짜는 자"라 하고, 요투나르는 "위 세계"라 하고, 알파르는 "공평한 지붕"이라 하고, 드베르그는 "물이 떨어지는 저택"이라 한다. . |

알비스는 토르의 질문들에 대답하는 데 성공했으나, 떠오르는 해의 빛을 받고는 돌로 변해 버린다. 대개 토르가 지혜보다는 물리적 힘을 사용해 문제를 해결했음을 생각할 때, 토르가 등장하는 이야기로서 이것은 매우 이례적인 것이다.